# Gila Lustiger
Gila Lustiger (Frankfurt am Main, 27 de abril de 1963) é uma escritora judia alemã. Filha do historiador e sobrevivente do Holocausto Arno Lustiger, estudou Germanística entre 1983 e 1986 na Universidade Hebraica de Jerusalém. Desde 1987 vive em Paris, onde trabalha para a editora Albin Michel.

## Obras
- "Die Bestandsaufnahme", 1995.
- "Aus einer schönen Welt", 1997.
- "So sind wir", Fevereiro de 2005 - em forma de romance, a história da sua família